# Saison 2023-2024 du Nîmes Olympique
Chronologie
Saison précédente Saison suivante
La saison 2023-2024 du Nîmes Olympique est la dixième saison de l'histoire du club gardois en championnat de France de troisième division et la première à ce niveau de compétion depuis 2012. D'abord dirigée par Frédéric Bompard, l'équipe est ensuite entraînée par Adil Hermach à partir d'avril 2024.

## Avant saison

### Objectif du club
Officiellement, le président Rani Assaf ne fixe pas d'objectif pour la saison. En juin 2023, il déclare vouloir « remonter en Ligue 2 d'ici à deux ans » lors d'une rencontre avec l'adjoint au maire de la ville de Nîmes. Cette analyse est partagée par le directeur sportif Sébastien Larcier :

« Revenir en Ligue 2 d’ici deux ans, c’est mon objectif mais je suis très précautionneux. Il y a dans ce championnat de grosses structures avec d’autres moyens que ceux de Nîmes Olympique même si on n’est pas, non plus, le parent pauvre. Il y a des équipes qui me paraissent bien armées, dans la continuité de ce qu’elles ont fait l’an passé comme Le Mans, le Red Star ou Martigues. Cela serait présomptueux de dire que nous allons monter tout de suite. »

— Sébastien Larcier, le 12 juillet 2023.
De son côté, l'entraîneur Frédéric Bompard estime que « parler de montée ne serait pas sérieux ». Confronté à l'absence d'échange de son président qu'il n'a pas rencontré « depuis deux mois et demi », il déclare en début de saison :

« L'objectif de la saison ? Je ne le connais pas. Comme on ne m'en a pas donné, je m'en suis fixé un. Pour moi, c'est se maintenir le plus vite possible parce que dans un championnat avec six descentes, attention. Ce n'est pas parce que le Nîmes Olympique vient de descendre en National qu'il est favori pour remonter tout de suite, surtout lorsqu'on reconstruit un groupe et une équipe. »

— Frédéric Bompard, le 13 août 2023

## Mouvements de joueurs
Le marché estival des transferts est marqué pour le Nîmes Olympique par plusieurs mouvements de joueurs. Présent officieusement au club depuis janvier 2023 à la demande de Frédéric Bompard, l'introduction de Sébastien Larcier en tant que directeur sportif est finalement officialisée par le NO durant l'intersaison.

« Ma mission est de restructurer le fonctionnement sportif, d’organiser la politique sportive du club, de contribuer à remettre Nîmes Olympique sur de bons rails après deux ou trois saisons difficiles. Avec le président, j’ai surtout discuté des deux prochaines années, de la nécessité de restabiliser le club, de construire un effectif pour ne plus être en danger et, à terme, essayer d’être ambitieux. On a besoin de calme, de repartir sur des bases solides, de remettre des actifs joueurs dans le club, d’une équipe qui corresponde aux valeurs de la ville et du club. Une équipe généreuse, dynamique, qui bataille et qui prend des points, notamment à domicile. »

— Sébastien Larcier, le 12 juillet 2023

## Compétitions

### Championnat
La saison 2023-2024 de National est la trente-et-unième édition du Championnat de France de football de National. La division oppose dix-huit clubs en une série de trente-quatre rencontres. Pour cette saison, les deux meilleurs du championnat montent en Ligue 2 tandis que les six derniers sont relégués en National 2. Le Nîmes Olympique participe à cette compétition pour la dixième fois de son histoire.

### Coupe de France
La Coupe de France de football 2023-2024 est la 107e édition de la Coupe de France, une compétition à élimination directe mettant aux prises les clubs de football amateurs et professionnels à travers la France métropolitaine et les Départements et régions d'outre-mer. Elle est organisée par la Fédération française de football (FFF) et ses ligues régionales.
Le Nîmes Olympique, ainsi que toutes les équipes de National, entre en piste au 5e tour de la compétition.

#### Parcours dans la compétition
| 5e tour              | FC Pavie | 0 - 7   | Nîmes Olympique                                                                                    |                           |                           |
| 14 octobre 2023 18 h |          | (0 - 3) | Ngakoutou 21e · Ngakoutou 22e · Thoumin 40e · Laurens 48e · Laurens 53e · Thoumin 72e · Doucet 83e | Stade Eric Carrière, Auch | Stade Eric Carrière, Auch |

| 6e tour               | Vauvert FC     | 1 - 4   | Nîmes Olympique                                           |                                                      |                                                      |
| 29 octobre 2023 15h00 | Bensaid 21e    | (1 - 1) | Picouleau 25e (pen.) · Labonne 50e · Mbina 63e · Wade 82e | Stade Radelyevitch, Vauvert Arbitrage : Arnaud Baert | Stade Radelyevitch, Vauvert Arbitrage : Arnaud Baert |
| 29 octobre 2023 15h00 | Benmansour 23e |         |                                                           | Stade Radelyevitch, Vauvert Arbitrage : Arnaud Baert | Stade Radelyevitch, Vauvert Arbitrage : Arnaud Baert |

| 7e tour                | Roannais Foot 42  | 1 - 3   | Nîmes Olympique                       |                                                      |                                                      |
| 19 novembre 2023 14h00 | Khebal 43e (pen.) | (1 - 1) | Mbina 44e · Mbina 90+3e · Mbina 90+5e | Stade Henry Malleval, Roanne Arbitrage : Ahmed Taleb | Stade Henry Malleval, Roanne Arbitrage : Ahmed Taleb |

| 8e tour               | AS Saint-Étienne | 0 - 1   | Nîmes Olympique |                                                                   |                                                                   |
| 9 décembre 2023 15h00 |                  | (0 - 1) | Picouleau 19e   | Stade Geoffroy Guichard, Saint-Étienne Arbitrage : Antoine Valnet | Stade Geoffroy Guichard, Saint-Étienne Arbitrage : Antoine Valnet |

| 1/32 de finale       | US Orléans             | 2 - 1   | Nîmes Olympique |                                                                             |                                                                             |
| 6 janvier 2024 15h30 | Dabasse 29e · Vula 49e | (1 - 1) | Laurens 26e     | Stade Marcel-Garcin, Orléans Diffuseur : BeIN Sports Arbitrage : Karim Abed | Stade Marcel-Garcin, Orléans Diffuseur : BeIN Sports Arbitrage : Karim Abed |

Le parcours en Coupe de France 2024 du Nîmes Olympique s'arrête donc au stade des 1/32 de finale, après une défaite rageante face à l'US Orléans, lui aussi pensionnaire de National.

## Joueurs et encadrement technique

### Encadrement technique

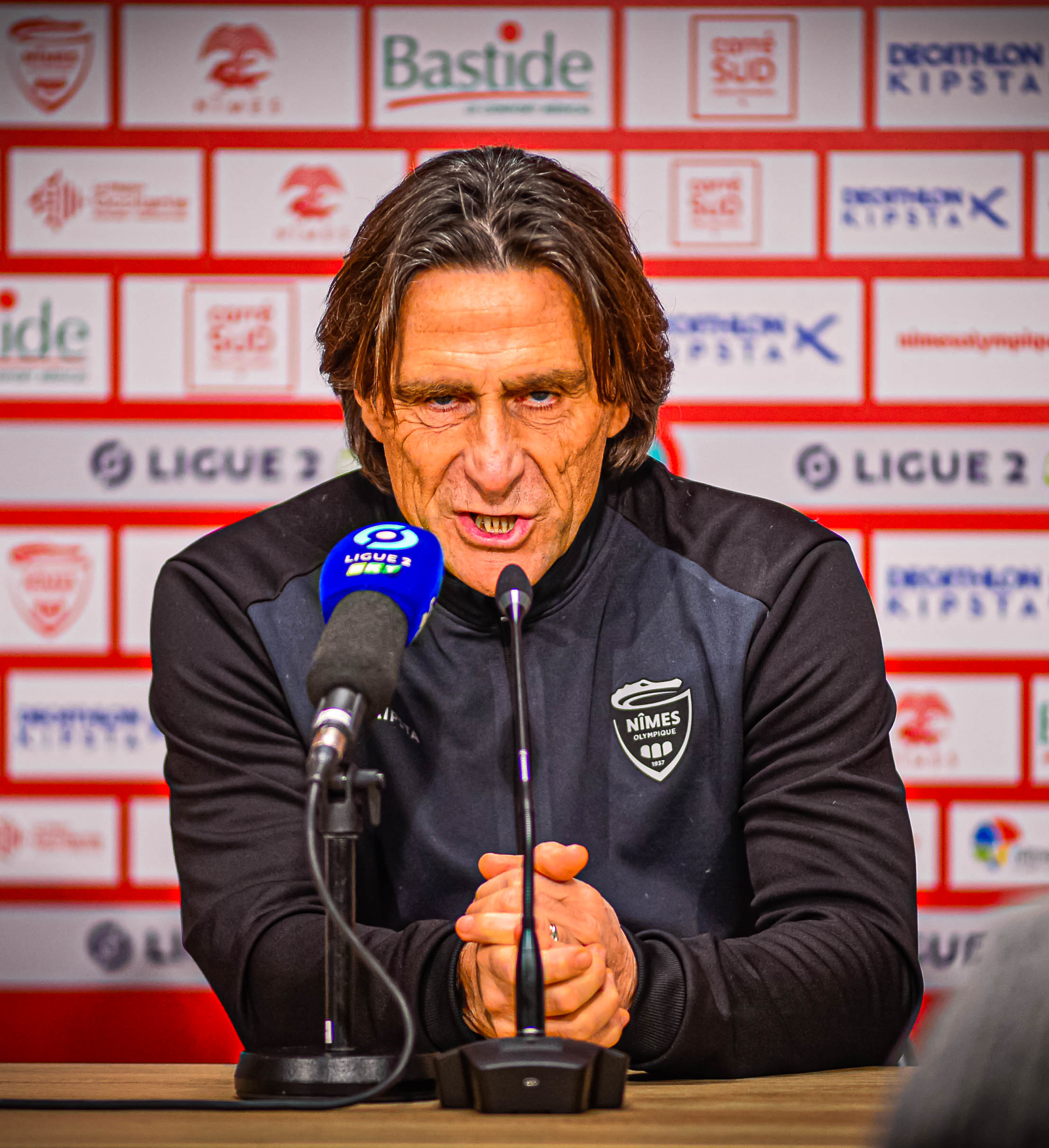
Frédéric Bompard commence la saison en tant qu'entraîneur du NO.

Depuis novembre 2022, l'équipe est entraînée par Frédéric Bompard. Adjoint de Rudi Garcia entre 2004 et 2019, il connaît une première expérience en tant qu'entraîneur lors d'un intérim à l'EA Guingamp (EAG) en 2021. Cette aventure est finalement stoppée en raison d'une absence de diplôme pour entraîner au niveau professionnel. Après l'avoir obtenu, il est nommé au poste d'entraîneur du Nîmes Olympique au cours de la saison 2022-2023 sans parvenir à maintenir le club en Ligue 2,. Thibault Giresse, avec qui il a pu collaborer à l'EAG, le seconde en tant qu'entraîneur adjoint et occupe sa fonction seul en raison du départ de Richard Goyet pour l'USL Dunkerque durant l'intersaison,.
Ancien défenseur du club, Aurélien Boche devient le préparateur physique de l'équipe professionnelle en 2020. Après avoir achevé sa carrière de joueur à l'US Boulogne CO, il retrouve le Nîmes Olympique en 2016 où il devient éducateur des équipes de jeunes. Lorsque Jérôme Arpinon devient l'entraîneur principal de l'équipe en 2020, il est nommé pour s'occuper de la réathlétisation des joueurs blessés en complément de sa nouvelle fonction de préparateur physique. Depuis la saison précédente, il est épaulé par Alexandre Duclaux qui provient également du centre de formation nîmois.
L'entraîneur des gardiens est Anthony Babikian, présent dans le staff des Crocodiles depuis 2021. En tant que gardien, il effectue la majorité de sa carrière dans des réserves professionnelles. En 2016, il s'engage avec le Nîmes Olympique pour s'occuper de la formation des gardiens du centre de formation. Il devient par la suite entraîneur adjoint des gardiens de l'équipe première, épaulé par Sébastien Gimenez. Après le départ de ce dernier en janvier 2022, il récupère seul le poste principal à partir de cette date.
Le staff technique s'appuie sur Arthur Petit, nouvel analyste vidéo de l'équipe première à la suite du départ de Tony Ayache en début de saison. Médecin du club depuis 1988, Jean-Charles Pierret n'est pas prolongé par le club qui laisse une place vacante.

### Joueurs en sélection nationale
En septembre 2023, Orphé Mbina est convoqué avec le Gabon pour la première fois de sa carrière. Rentré en cours de jeu, il prend part à la dernière rencontre comptant pour les éliminatoires de la Coupe d'Afrique des nations de football 2023 mais ne peut empêcher l'élimination de son pays après sa défaite face à la Mauritanie (2-1).
| Nom         | Éliminatoires CAN/CdM | Éliminatoires CAN/CdM | Éliminatoires CAN/CdM | Éliminatoires CAN/CdM | Matchs amicaux | Matchs amicaux | Matchs amicaux | Matchs amicaux | Total | Total       | Total  | Total        |
| Nom         | MJ                    | But inscrit           | Averti                | Carton rouge          | MJ             | But inscrit    | Averti         | Carton rouge   | MJ    | But inscrit | Averti | Carton rouge |
| Orphé Mbina | 1                     | 0                     | 0                     | 0                     | 0              | 0              | 0              | 0              | 1     | 0           | 0      | 0            |

## Aspects juridiques et économiques

### Structure juridique et organigramme

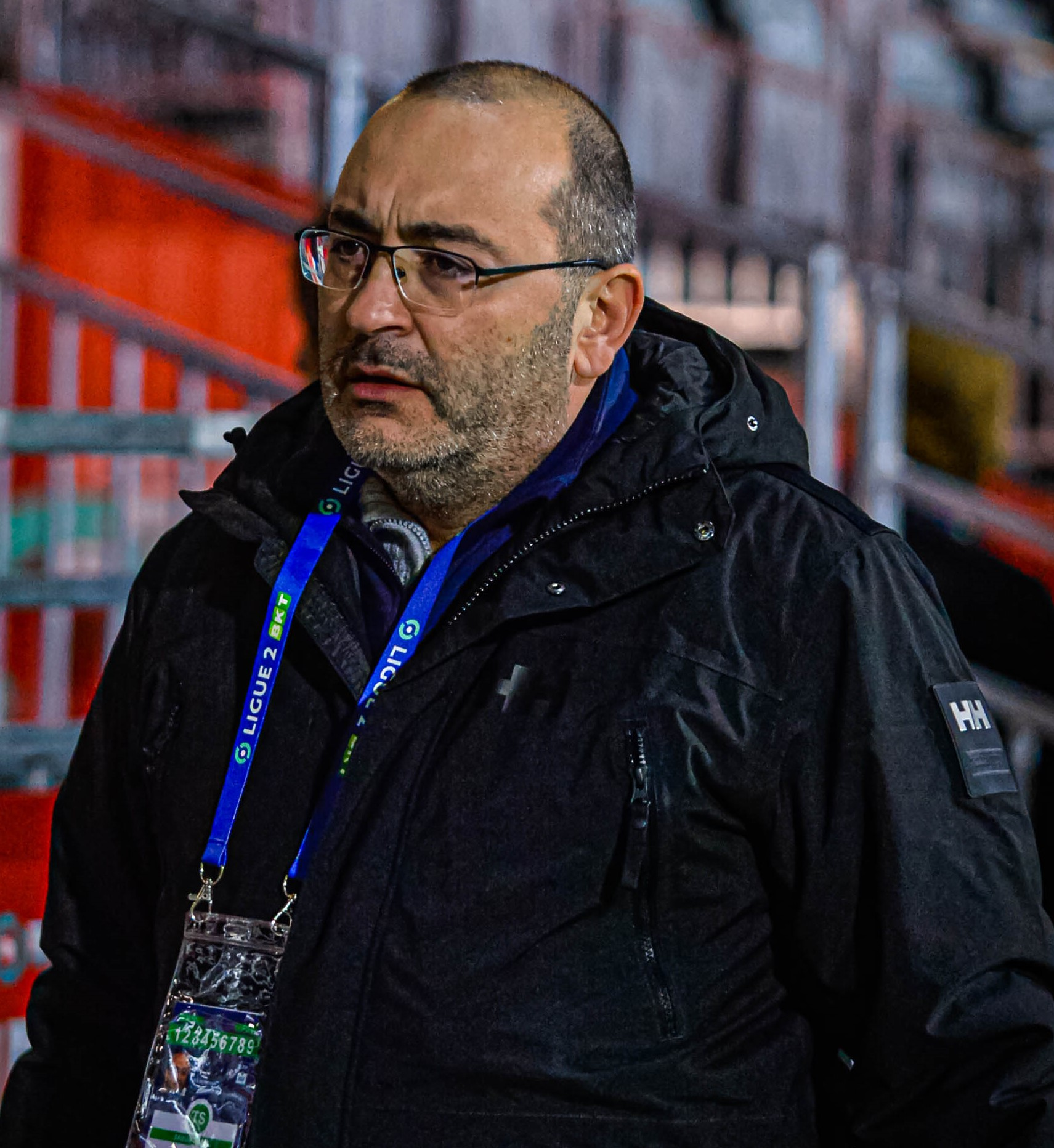
Rani Assaf, président du NO depuis 2016.

En 2023-2024, l'équipe professionnelle du club est gérée par la société Nîmes Olympique et possède le statut de société anonyme sportive professionnelle (SASP). Cette société est liée par convention à l'association loi de 1901 Nîmes Olympique Association qui gère les équipes U7 à U15 du club. Cette dernière, qui possède une part minoritaire du capital de la société, est dirigée par Yannick Liron depuis décembre 2017,.
Depuis 2021, la SASP est détenue à hauteur de 78 % par Rani Assaf. En avril 2014, il s'associe à Jean-Marc Conrad, initiateur d'une offre de rachat du club, et à Serge Kasparian, gérant d'un cercle de jeux parisien, pour devenir actionnaire minoritaire. Dans un premier temps, ces deux derniers sont propriétaires de la majorité des parts du club via une société par actions simplifiée (SAS) alors qu'Assaf, également par le biais d'une SAS, ne détient que 48,7 % des actions du NO.
Au cours de la saison 2014-2015, l'insolvabilité et les problèmes judiciaires des deux autres investisseurs obligent Assaf à sauver le club de la faillite. En juin 2015, et après avoir menacé de se retirer des négociations, il procède seul à une augmentation de capital de 2,5 M€ l'entraînant de facto actionnaire majoritaire du club. Un an plus tard, il accède à la présidence du Nîmes Olympique à la suite de la découverte d'un déficit qu'il juge conséquent.

### Équipementiers et sponsors
Depuis la saison précédente, le Nîmes Olympique travaille avec Kipsta, marque française du groupe Decathlon, en tant qu'équipementier officiel du club. C'est le huitième équipementier connu par le NO après Le Coq sportif, pionnier entre 1966 et 1974, Adidas, ABM, Viasport, Hummel, Erreà et Puma,.
Sponsor principal depuis 2020, Bastide Le Confort Médical continue son partenariat avec le club pour cette saison. Depuis 2021, une convention est établie avec un centre commercial limitrophe pour disposer des parkings lors des matchs du Nîmes Olympique au Stade des Antonins : cet accord se caractérise par un sponsoring sur les maillots du club par la mention Carré Sud.
Par ailleurs, la ville de Nîmes, la Communauté d'agglomération de Nîmes et le Conseil régional d'Occitanie sont les partenaires institutionnels du club pour cette saison.

## Aspects socio-économiques

### Affluence
Pour la première fois de son histoire, le Nîmes Olympique commence sa saison au stade des Antonins. Inaugurée en décembre 2022, cette enceinte provisoire de 8 033 places devait être initialement utilisée par le club uniquement jusqu'en 2026. Cette date correspondait de base à celle de la livraison attendue d'un nouveau stade en lieu et place du Stade des Costières.
27 801 spectateurs ont assisté aux rencontres de championnat du NO cette année au Stade des Antonins. L'affluence moyenne en championnat est donc de 1 635 spectateurs soit la douzième moyenne d'affluence du championnat de National cette saison. En exceptant la saison 2020-2021, cette affluence moyenne correspond à la plus basse enregistrée par le club depuis 1948.
La meilleure affluence de la saison est réalisée contre le FC Sochaux-Montbéliard le 10 mai 2024 avec 5 215 spectateurs à l'occasion de la 33e journée qui acte le maintien officiel du club en National.
Affluence du Nîmes Olympique à domicile

### Retransmission télévisée
Depuis 2016, le groupe Canal+ détient les droits de retransmission télévisée du championnat National. Son offre comprend la diffusion d'une rencontre par journée chaque lundi sur Canal+ Sport et de trois multiplex au cours de la saison. Au cours de celle-ci, le NO est diffusé à deux reprises en prime time sur la chaîne lors de la première journée face au FC Martigues puis lors de la réception du Red Star Football Club,.
En janvier 2024, la Fédération française de football (FFF) obtient un accord avec le service de streaming anglais DAZN qui diffuse dès lors une rencontre en exclusivité le vendredi soir puis une seconde le lundi avec Canal+. Le Nîmes Olympique est ainsi retransmis par DAZN sur trois matchs à l'extérieur : d'abord face au FC Sochaux-Montbéliard, puis face à l'AS Nancy-Lorraine et enfin contre le Dijon FCO,.
L'intégralité des autres rencontres sont elles diffusées gratuitement en direct sur FFFTV, la plateforme numérique de la FFF.

## Équipe réserve et équipes de jeunes

### Équipe réserve
L’équipe réserve du Nîmes Olympique sert de tremplin vers le groupe professionnel. Depuis l'été 2023, elle est dirigée par Adil Hermach à la suite du départ de Yannick Dumas au Paris Saint-Germain. Ce dernier, qui était également directeur du centre de formation, laisse sa place vacante. En cours de saison, Adil Hermach est finalement nommé à la tête de l'équipe professionnelle. Il est alors remplacé en avril 2024 par Yannick Bileck qui entraînait auparavant l'équipe U16 du club.
Pour la saison 2023-2024, l'équipe réserve évolue dans le championnat de Régional 1 (groupe A) de la ligue d'Occitanie, soit le sixième niveau de la hiérarchie du football en France. Après une deuxième place obtenue la saison précédente à cet échelon, l'équipe réserve du Nîmes Olympique connaît sa seconde saison consécutive au niveau régional.